# Genevieve Longman
Pour les articles homonymes, voir Longman.
Genevieve Longman est une joueuse australienne de water-polo née le 2 octobre 1995 à Perth, en Australie-Occidentale. Elle a remporté avec l'équipe d'Australie la médaille d'argent du tournoi féminin aux Jeux olympiques d'été de 2024, organisés à Paris.